# Томас (группа)
То́мас — российская рок-группа из Челябинска.

## История

### Томас Гавк
Первый состав группы был собран в Челябинске в начале 1989 года. В него вошли участники недавно распавшейся челябинской группы «Арт» (в том числе уроженец Магнитогорска, барабанщик Владимир Николаенко) и бывший участник магнитогорской группы «Фонд» Александр Самойленко, переехавший из Магнитогорска в Челябинск после службы в армии. Группа получила название «Томас Гавк» — по имени одного из персонажей юмористического произведения Эдгара По «Литературная жизнь Какваса Тама, эсквайра». С 1989 по 1991 год было записано несколько магнитоальбомов, пользовавшихся популярностью в студенческой среде. Также группа выезжала на локальные гастроли — в частности, три года подряд выступала на фестивале «Форманта» в Качканаре на стадионе «Горняк», получила гран-при на фестивале «Мечел-90» в Магнитогорске и ездила с шефскими концертами для служащих Московского погранотряда на Памир. В феврале 1991 года «Томас Гавк» записали альбом на профессиональной многоканальной студии в Москве, который планировали выпустить на виниле, но этого сделать не удалось. В середине 1991 года группа распалась.

### Томас
Второй состав был собран участниками группы «Томас Гавк» Александром Самойленко и Владимиром Николаенко (при участии директора группы Алексея Баклушина) в октябре 1995 года. Музыканты записали и издали собственными силами на компакт-диске сборник лучших песен прошлых лет, после чего по инициативе Александра Самойленко изменили название на «Томас» (Tomas).
В 1995—1996 году в черновом варианте был записан материал дебютного альбома группы, который получил название «Слёзы дьявола». Песня «Возвращение» на стихи Михаила Козырева с этого альбома попала в эфир «Радио Maximum» и вошла в топ-100 лучших песен 1995 года, звучавших на радиостанции (по версии слушателей).
В 1996 году «Томас» влились в движение «2000 % живой энергии», созданное группой «Свинцовый туман». Целью движения было объединение начинающих коллективов, играющим новую гитарную музыку. Участниками движения стали группы из многих городов России (в том числе «Танцы Минус», «Эдипов комплекс», «Экзэ» и «Кошки Нельсона»). Был издан сборный диск «2000 % живой энергии», презентация которого состоялась на сцене Московского дворца молодёжи. В этот сборник вошли песни «Томаса» «Магия», «Наша река» и «Возвращение».
В декабре 1998 года альбом «Слёзы дьявола» был официально издан российско-ирландской компанией «Dana Music».
В 1999 году в группу «Томас» пришёл новый гитарист Михаил Адимов и в обновлённом составе был записан альбом «Комета», который в результате так и не был издан официально. Однако весной 2000 года песня «Немой эскиз» с этого альбома попала в эфир радиостанции «Наше радио» и была издана на сборнике «Нашествие. Шаг четвёртый», после чего музыканты получили приглашение от программного директора «Нашего радио» Михаила Козырева выступить на фестивале «Нашествие» в Раменском (20 августа 2000 года). Также в 2000 году был снят клип на песню «Джин-Джак», который ротировался на телеканалах «MTV» и «Муз-ТВ».
В апреле 2001 года «Томас» приняли участие в «Fellini Tour» вместе с группами «Би-2» и «Сплин», прокатившись с гастролями по многим городам страны. В этом же году запись одного из концертов тура была издана на CD. Также вместе с поэтом Ильёй Кормильцевым и певицей Алесей Маньковской музыканты «Томаса» работали в 2001 году над саундтреком к мистическому телесериалу «Тайный знак». Кроме заглавной песни в исполнении «Томаса» и А. Маньковской, в сериале звучат песни «Томаса» «Слёзы дьявола» и «Командор».
По следам сотрудничества с Кормильцевым в репертуаре «Томаса» появилось несколько песен на его стихи. Это «Тайный знак», «Колесо», «Твоя тень» и «Ночная радуга» (существует также другая версия «Ночной радуги», сделанная группой «Экзе»). «Ночная радуга» была выпущена в качестве радиосингла, а на «Тайный знак» незадолго перед показом сериала был снят видеоклип.
В 2001—2002 году группа записывала альбом «Командор» на российском отделении «Sony Music». Две песни альбома — заглавную и «Вчерашние дни» — продюсировал Олег Нестеров, на заглавную песню также был снят клип (режиссером стал латиноамериканец Уилфридо дель Пино). Этот клип ротировался на телеканалах «MTV» и «Муз-ТВ», а сама песня «Командор» попала в различные чарты и в дальнейшем часто включалась во всяческие компиляции. Также эта песня вошла в саундтрек к фильму «Война» (2002). Песня «Вчерашние дни» попала в ротацию «Радио Maximum» и других радиостанций.
Кроме того, в мае 2002 года состоялись совместные концерты «Томаса» с легендарным британским музыкантом Кеном Хенсли.
В 2005 году был выпущен альбом «Ягнята молчат», песни с которого «Волна» и «Самолет» активно ротировались на радио. В 2008 году вышел альбом «Трип», после чего группа «Томас» прекратила своё существование.

### Саша Самойленко & Tomas band
В 2008 году автор песен и вокалист Александр Самойленко переехал на постоянное место жительства в Москву. С 2009 по 2012 год он выступал совместно с барабанщиком Владимиром Николаенко и приглашенными музыкантами, иногда пользуясь названием «Томас». Однако с 2013 года проект получил новое название: «Саша Самойленко & Tomas band». Основными участниками проекта являются Александр Самойленко (гитара, вокал, автор песен), Владимир Николаенко (ударные) и Сергей Письмеров (соло-гитара, звук). Участие других музыкантов ситуативно и носит эпизодический характер.

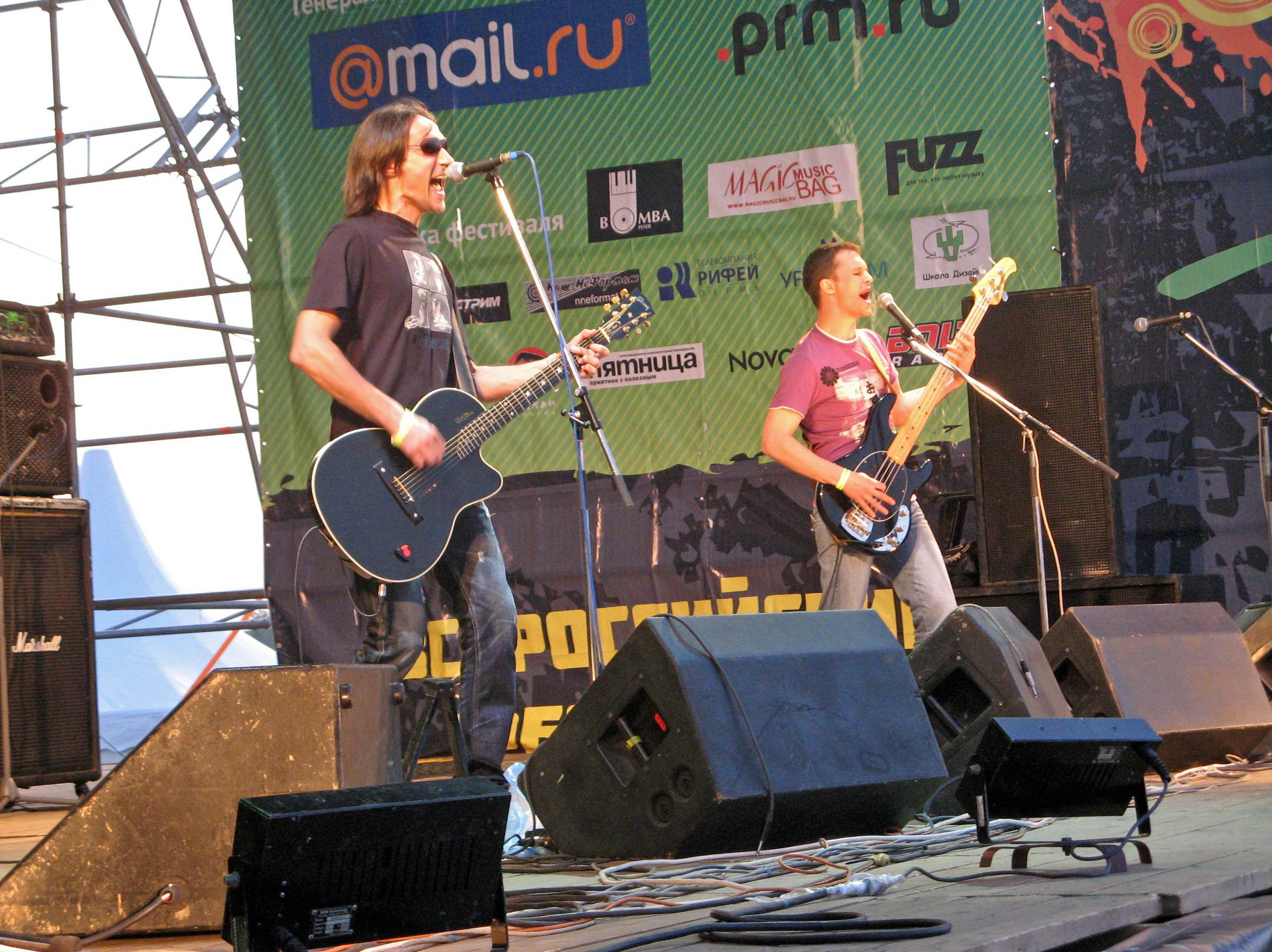
На фестивале «Rock-Line» в 2011 году

В 2015 году проектом был выпущен альбом «Время-весы», в который вошли песни, написанные Александром Самойленко в 2010—2015 годах. Автором текстов трех песен («Одна звезда», «Аватар», «Песня снежных колобков») стал Александр Коротич, который также выполнил дизайн альбома. Кроме того, в работе над альбомом участвовали Алексей Юзленко (Znaki — запись и сведение отдельных треков), а также Галина Босая и Виталий Погосян (вокал и дудук в песне «Аватар»). В 2016 году альбом был переиздан на виниле.
В 2017 году под эгидой проекта «Саша Самойленко & Tomas band» вышел альбом «Джем», который представляет собой сборник песен «Томаса» разных лет, записанных в новых аранжировках. Все аранжировки выполнили Александр Самойленко и гитарист/звукорежиссёр Сергей Письмеров. В записи был задействован ряд приглашенных музыкантов, в том числе Олег Сакмаров (флейта) и Алексей Могилевский (саксофон). Песня «Джин-Джак» в новой аранжировке попала в ротацию на «Наше радио», а сам альбом «Джем» занял второе место в десятке лучших альбомов 2017 года по версии читателей крупного музыкального портала NEWSmuz.com (премия «Русский топ»).
Альбом был выпущен в начале года на CD лейблом «Soyuz Music», а в мае переиздан на виниле ограниченным тиражом в 300 экземпляров. Дизайн альбома снова создал Александр Коротич, при этом при издании на виниле в конверт каждой пластинки был вставлен натуральный засушенный кленовый лист.

## Фестивали
На протяжении всего своего существования группа участвовала в многочисленных российских рок-фестивалях («Рокот Балтики», «TornadoFest», «Магнитная буря», «Старый новый рок», «Рок-герой», «ШокоФест», «Знай наших!», «Калининград In Rock» и др.), в том числе в таких крупных опен-эйрах как «Нашествие» (2000, 2002, 2013) и «Rock-Line» (2006, 2008, 2011, 2016). С 2010 года ежегодно участвует в московском фестивале «Иллюминатор» памяти Ильи Кормильцева, главным организатором и идеологом которого является Александр Самойленко. Также «Саша Самойленко & Tomas band» выступала на нескольких прибалтийских международных фестивалях — таких как «Fontaine festival» (2013), «LMT Summer Sound» (2013), «RockUp Festival» (2014), «Bike X Dream Panevezys» (2017) и др.

## Музыка и тексты
Группа «Томас» не придерживается четко очерченного музыкального стиля. В целом ее музыку можно охарактеризовать как альтернативный рок или инди-рок. В начале 2000-х группа экспериментировала в области электронной танцевальной музыки, позднее в течение некоторого времени увлекалась массивным гитарным саундом в духе U2. Проект «Саша Самойленко & Tomas band» часто выступает в акустике, в связи с чем в его звучании можно услышать элементы блюза и фолк-рока. Альбом «Джем» (2017) показывает дальнейшую музыкальную эволюцию группы, поскольку сочетает признаки дип-хауса и futurepop, которыми увлекся Самойленко, и софт-рок в духе Криса Ри.
Основной автор музыкального материала — Александр Самойленко. Часть песен написана на его собственные тексты, часть — на тексты других авторов, в том числе бывших и нынешних участников группы (Владимир Шилин, Максим Глуздань). Ряд песен написан на стихи Михаила Козырева, Ильи Кормильцева и Александра Коротича.

## Состав

### Текущий состав
- Александр Самойленко — вокал, гитара, песни
- Владимир Николаенко — ударные
- Сергей Письмеров — соло-гитара, звук
- Алёна Донник — директор

### Другие участники
- Юрий Бахматов — соло-гитара, (1989—1991), бас-гитара, вокал (1998—2004)
- Алексей Баукин — клавишные (1989—1994)
- Андрей Смелков — бас-гитара (1990—1991)
- Павел Столбов — соло-гитара (1994)
- Алексей Куликов — бас-гитара (1994)
- Дмитрий Островский — соло-гитара (1995—1996)
- Максим Леонов — соло-гитара (1995—1996)
- Игорь Петров — бас-гитара (1995—1996)
- Руслан «Расел» Корешков — клавишные (1998—2000)
- Азат Галеев — звук, запись альбомов (1998, 2005)
- Михаил Адимов — соло-гитара (1998—2008)
- Максим «Джамп» Глуздань — тексты, читка (2001—2008)
- Владислав Чернуха — бас-гитара (2005—2008)
- Роман Чехов — бас-гитара
- Ярослав Сергеевич — бас-гитара
- Сергей Юдинс — бас-гитара (с 2013 года)
- Александр Балаганов — ударные (с 2013 года)
- Николай Груничев — соло-гитара (с 2017 года)

## Дискография

### Альбомы и синглы
- 1989 Томас Гавк — «Колокол», магнитоальбом (не издавался)
- 1989 Томас Гавк — «Дочь ушла в дождь», магнитоальбом (не издавался)
- 1990 Самуил (сольный проект А. Самойленко) — «Девушка-нанайка», магнитоальбом (не издавался)
- 1990 Томас Гавк — «Песни баяниста», магнитоальбом (не издавался)
- 1991 Томас Гавк — «Томас Гавк» (запись для виниловой пластинки, не издавалась)
- 1995 Томас Гавк — «Ночные собаки», «Apis»/«U-sound»
- 1998 Томас — «Слезы дьявола», «Dana Music» AXCD3-0052
- 2000 Томас — «Комета» (не издавался)
- 2002 Томас — «Командор», «Epic» 508256 2
- 2005 Томас — «Ягнята молчат», «Фирма Грамзаписи Никитин» ТФН-CD 283/05
- 2008 Томас — «Трип», «Мистерия звука» CD-M+029-2
- 2011 Саша Самойленко & Tomas band — «Идеальный мир» (интернет-сингл), «Kroogi»
- 2011 Александр Самойленко — «Чубъяно» (сольный акустический альбом, не издавался)
- 2013 Саша Самойленко & Tomas band — «Над кукушкиным гнездом» (интернет-сингл), «Kroogi»
- 2013 Саша Самойленко & Tomas band — «Улыбайся (Чунга-Чанга 2)» (интернет-сингл), «Kroogi»
- 2015 Саша Самойленко & Tomas band — «Время-весы», «United Music Group» UMG15 CD-5086
- 2016 Саша Самойленко & Tomas band — «Время-весы» (винил), «МируМир» MIR100479
- 2017 Саша Самойленко & Tomas band — «Джем», «Soyuz Music» SZCD 1600 17, «Ультра Продакшн» (винил)
- 2017 Саша Самойленко & Tomas band — «Глобальное Потепление»/«G. W.» (интернет-сингл), «Soyuz Music»
- 2019 Саша Самойленко & Tomas band — «Четвёртый город» (интернет-сингл)

### Сборники
- 1996 — «Maxidrom II», «Extraphone», Ex 96017

Томас — песня «Следы»
- 1996 — «2000 % живой энергии», «Soyuz Music», SZCD 0622-96

Томас — песни «Магия», «Наша река», «Возвращение»
- 1997 — «Интервенция», «Радио Интерволна», AXCD3-0045

Томас — песня «Дама Пик»
- 2000 — «Нашествие. Шаг четвёртый», «REAL Records», RR-035-CD

Томас — песня «Немой эскиз»
- 2001 — «X-Cellent rock», «Columbia», аудиокассета COL 503470 4

Томас — песня «Джин-джак»
- 2001 — «Fellini Tour», «Мистерия звука», MZ-095-2

Томас — песни «Немой эскиз», «Дочь ушла в дождь», «Комета»
- 2002 — «Война. Музыка к кинофильму», «Epic», EPC 508091 2

Томас — песня «Командор»
- 2002 — «Нашествие. Шаг десятый», «REAL Records», RR-163-CD

Томас — песня «Командор»
- 2002 — «Sprite Driver 3», «Allhits Production», AL2002-129

Томас — песня «Командор»
- 2005 — «Rock Движение 3», «Фирма Грамзаписи Никитин», ТФН-CD 297/05

Томас — песня «Ягнята молчат»
- 2005 — «Русские музыкальные новости. Рок», «Фирма Грамзаписи Никитин», ТФН-CD 309/05

Томас — песня «Ягнята молчат»
- 2005 — «Киношлягер. Лучшие российские саундтреки», «Фирма Грамзаписи Никитин», ТФН-CD 364/05

Томас — песня «Тайный знак»
- 2005 — «Без меня не остановятся часы…», «Rock-Line», CD RL 068

Томас — песня «Серебряный клоун»
- 2005 — «Рок Формула 2», «WWW Records», WWW-286CD/05

Томас — песня «Ягнята молчат»
- 2005 — «XXXL 13. Рок», «Монолит», MT 702909-996-1

Томас — песня «Ягнята молчат»
- 2017 — «Иллюминатор. Песни на стихи Ильи Кормильцева», «Happy Monday!», UMG17 CD-5197

Саша Самойленко & Tomas band — песня «Твоя тень»

### Видео
- 2000 Томас — «Джин-Джак», альбом «Комета»

Режиссёр Михаил Сегал
- 2001 Алеся Маньковская & Томас — «Тайный знак»

OST к сериалу «Тайный знак»
- 2002 Томас — «Ночная радуга», альбом «Командор»

Режиссёр Дарий Карякин
- 2002 Томас — «Командор», альбом «Командор»

Режиссёр Уилфридо дель Пино
- 2005 Томас (feat. Аудитор) — «Серебряный клоун», альбом «Ягнята молчат»

Режиссёр Денис Касьяненко, художник Татьяна Плеханова
- 2008 Томас — «ЛоЛа», альбом «Трип»

Режиссёр Денис Касьяненко, художник Татьяна Плеханова
- 2013 Саша Самойленко & Tomas band — «Одна звезда» (первая версия песни), альбом «Время-весы»

Режиссёр Светлана Кенециус
- 2013 Саша Самойленко & Tomas band — «Идеальный мир», альбом «Время-весы»

Режиссёр Дарий Карякин
- 2015 Саша Самойленко & Tomas band — «Улыбайся», альбом «Время-весы»

Режиссёр Дарий Карякин
- 2015 Саша Самойленко & Tomas band — «Над кукушкиным гнездом», альбом «Время-весы»

Режиссёр Дарий Карякин
- 2015 Саша Самойленко & Tomas band (feat. Bosaya, Виталий Погосян) — «Аватар», альбом «Время-весы»

Режиссёр Александр Коротич
- 2016 Саша Самойленко & Tomas band — «Тишина», сингл

Режиссёр Nicolàs Zea P.
- 2017 Саша Самойленко & Tomas band (feat. Евгения Сиренко, гр. Гений) — «Караван», альбом «Джем»

Режиссёр монтажа Алексей Соломатин
- 2017 Саша Самойленко & Tomas band — «Глобальное Потепление», сингл

Режиссёр монтажа Алексей Соломатин
- 2018 Саша Самойленко & Tomas band (feat. Алексей Могилевский) — «ЛоЛа», версия с альбома «Джем»

Режиссёр Денис Касьяненко, художник Татьяна Плеханова, редакция — Александр Коротич и Алексей Соломатин
- 2022 Саша Самойленко & Tomas band — «Когда меня не будет…»

OST к документальному фильму памяти Сергея Пускепалиса